# 福江站
福江站（日语：／ Fukue eki */?）是位於山口縣下關市大字福江字濱野原，西日本旅客鐵道（JR西日本）的山陰本線車站。

## 歷史
- 1914年（大正3年）4月22日 - 長州鐵道（日语：長州鉄道）旅客車站啟用[1]。
- 1925年（大正14年）6月1日 - 長州鐵道線幡生以北路段國有化，為國有鐵道小串線車站[2]。
- 1933年（昭和8年）2月24日 - 小串線編入至山陰本線，成為山陰本線車站[3]。
- 1948年（昭和23年）5月10日 - 開始小型行李起卸業務[4]。
- 1987年（昭和62年）4月1日 - 伴隨國鐵分割民營化，車站由西日本旅客鐵道（JR西日本）營運。

## 車站構造
車站是一座地面車站，設有1面1線的單式月台，下關方向的列車會開啟右邊車門（海邊）。下關方向和小串方向的列車使用同一月台。
車站由下關地域鐵道部管理的無人車站。在站前曾經設有私人商店售賣一般車票，當時為簡易委託車站，當於私人商店店主健康問題，使不再售賣一般車票。月台入口設有候車室（車站大樓）。

## 使用狀況
以下為近年1日平均乘車人次列表：
| 乘車人次變化 | 乘車人次變化    |
| 年度         | 1日平均乘車人次 |
| ------------ | --------------- |
| 1999         | 108             |
| 2000         | 108             |
| 2001         | 90              |
| 2002         | 78              |
| 2003         | 72              |
| 2004         | 66              |
| 2005         | 67              |
| 2006         | 67              |
| 2007         | 62              |
| 2008         | 58              |
| 2009         | 62              |
| 2010         | 61              |
| 2011         | 58              |
| 2012         | 56              |
| 2013         | 63              |
| 2014         | 56              |
| 2015         | 46              |
| 2016         | 45              |
| 2017         | 47              |
| 2018         | 45              |

## 車站周邊
車站接近海邊。從車站可看見響灘、鋤先山。
- 國道191號（日语：国道191号）（距離車站約20米）
- 海上自衛隊下關基地隊（日语：下関基地隊）福江發射站

## 相鄰車站
西日本旅客鐵道
■山陰本線
吉見－福江－安岡

## 注腳
1. 1 2  「通運」『官報』1914年4月28日（國立國會圖書館數碼化收藏）
2. ↑  「鉄道省告示第81号」『官報』1925年5月26日（國立國會圖書館數碼化收藏）
3. ↑  「鉄道省告示第42号」『官報』1933年2月18日（國立國會圖書館數碼化收藏）
4. ↑  「運輸省告示第143号」『官報』1948年5月07日（國立國會圖書館數碼化收藏）
5. ↑  山口縣統計年鑑

## 外部連結
- 福江｜車站資訊：JR出門網 - 西日本旅客鐵道
- PAPUA CLUB （页面存档备份，存于） 車站周邊風景相片